# Vattenfall Cyclassics 2007
La Vattenfall Cyclassics 2007 fou la 12a edició de la cursa ciclista Vattenfall Cyclassics. La cursa es va disputar el 19 d'agost de 2007 sobre una distància de 229,1 quilòmetres, sent la vintena prova de l'UCI ProTour de 2007. El vencedor fou l'italià Alessandro Ballan (Rabobank ProTeam), que s'imposà a l'esprint a Óscar Freire, vencedor de l'edició de 2006, i Gerald Ciolek.

## Classificació general
|    | Ciclista          | Equip                 | Temps      | UCI ProTour Punts |
| -- | ----------------- | --------------------- | ---------- | ----------------- |
| 1  | Alessandro Ballan | Lampre-Fondital       | 5h 21' 05" | 40                |
| 2  | Óscar Freire      | Rabobank ProTeam      | m.t        | 30                |
| 3  | Gerald Ciolek     | T-Mobile              | m.t        | 25                |
| 4  | Danilo Napolitano | Lampre-Fondital       | m.t        | 20                |
| 5  | Erik Zabel        | Team Milram           | m.t        | 15                |
| 6  | Davide Rebellin   | Team Gerolsteiner     | m.t        | 11                |
| 7  | Paolo Bettini     | Quick Step-Innergetic | m.t        | 7                 |
| 8  | Greg Van Avermaet | Predictor-Lotto       | m.t        | 5                 |
| 9  | Peter Wrolich     | Team Gerolsteiner     | m.t        | 3                 |
| 10 | Olaf Pollack      | Team Wiesenhof-Felt   | m.t        | -                 |

Olaf Pollack no va rebre els punts corresponents de l'UCI ProTour perquè el seu equip, Team Wiesenhof-Felt, no forma part de l'UCI ProTour.